# Canuza euspilella
Canuza euspilella là một loài bướm đêm trong họ Crambidae.